# Тарское
Тарское (осет. Тарскæй), ранее Ангушт (ингуш. Ангушт), — село на юге Пригородного района Республики Северная Осетия — Алания.
Административный центр муниципального образования «Тарское сельское поселение».

## География
Село расположено на небольшой нагорной Тарской равнине, в верховьях реки Камбилеевка (бассейн Терека), в 9 км к югу от районного центра Октябрьское и в 15 км к юго-востоку от города Владикавказ.

## Название
Современное название «Тарское», как и название всей Тарской долины, происходит от наименования ингушского аула «Тарш», расположенного у верховьев реки Камбилеевки. Историческое ингушское название села — «Ангушт», что дословно означает «место, откуда наблюдается небо/горизонт».

## История

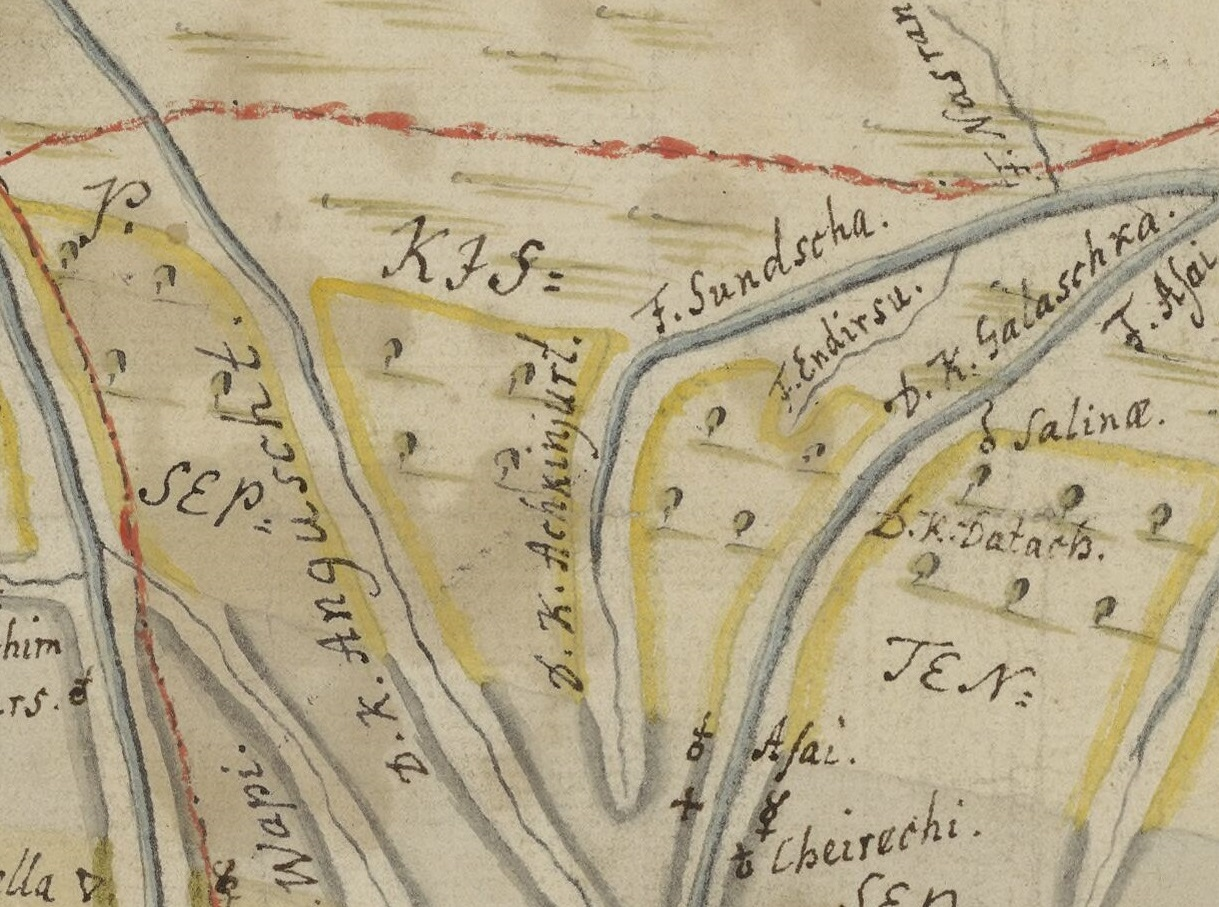
Ангушт (Anguscht) на карте Гюльденштедта 1780 года

О времени основания Ангушта нет точных данных. Известно, что Ангушт изначально не было одним селением, а представляло собой территориальное общество, состоявшее из нескольких мелких родовых селений.
Основание станицы Тарской связано с возникновением Сунженской казачьей линии. Станица была построена на месте ингушского селения Ангушт (от названия этого села произошло и русское название ингушей), которое известно с XVII века. Именно возле этого ингушского села в 1770 году был подписан договор ингушей и российского посольства.
В 1845 году началось заселение берегов вдоль реки Сунжи терскими казаками. Ими были созданы станицы Ново-Сунженская, Воронцово-Дашковская, Фельдмаршальская, Нестеровская, Терская, Магомет-Юртовская, Троицкая, Сунженская (позднее Слепцовская), Михайловская, Ассиновская и другие. В 1859 году к этим станицам добавились Карабулакская, Ново-Сунженская (позднее Сунженская) и собственно станица Тарская. Последними на Сунженской линии появились станицы Фельдмаршальская, Воронцово-Дашковская и Нестеровская. Сунженская линия как бы отделяла горную территорию от равнины, куда переселяли мирных горцев. Николай Зейдлиц в своем письме правительству в 1873 году засвидетельствовал еще видимые остатки ингушской архитектуры на территории Ангушта (Тарского): 

 Снабженные капитаномъ Д. И. Лаханинымъ проводникомъ и казачьями лошадьми, мы въ полдень направились къ югу черезъ ущелье рч. Камбилеевки, на Тарскую станицу. Это военное поселенiе въ 1½ тыс. душъ заняло обширную котловину, орошенную безчисленными притоками рч. Камбилеевки. До покоренiя края эта лѣсная трущоба занята была ингушами, выселенными отсюда для обеспеченiя окрестностей Владикавказа отъ воровства и грабежей. Множество-каменныхъ башенъ, разбросанныхъ по всей долинѣ, до сихъ поръ свидѣтельствуютъ о прежнихъ обитателяхъ этой местности, мало пригодной для хлѣборашества по причинѣ постоянныхъ дождей.
Станица Тарская была самая крайняя на Сунженской линии, остальные станицы протянулись цепью по Сунже — до Грозного. Была построенная церковь Казанской иконы Божией матери.
Станичная церковь первоначально была деревянная. Затем общими усилиями станичников, которые жертвовали на строительство деньги, продукты, стройматериалы, была сооружена новая каменная церковь во имя иконы Казанской Божией Матери. Её освящение состоялось при большом скоплении народа и в присутствии областного начальства 11 ноября 1890 года. Здание этой церкви сохранилось и до наших дней, в ней действовал сельский Дом культуры до 2012 года, на сегодняшний день идёт восстановление.
К 1917 году в станице проживало 2600 жителей, большинство казаков: из 400 дворов, лишь 11 были населены иногородними. При станице имелся, основанный в 1867 году хутор Тарский, насчитывающий 74 двора из 200 жителей. На хуторе имелись отдельные хозяйства Александра Караулова, Кирилла Караулова и Григория Мартакова.
Ещё во время Гражданской войны в мае 1918 года советской властью началось выселение казаков из станиц («расказачивание»). На III-м съезде народов Терека 22-28 мая 1918 года в городе Грозном было принято постановление о конфискации крупных помещичьих земель, отмене частной собственности на землю и ликвидации «чересполосицы» (казачьих земель, выдающихся вдоль территории горцев).
На этом съезде было намечено переселение казачьего населения из четырёх станиц — Фельдмаршальской, Сунженской, Воронцово-Дашковской (она же — Аки-юрт, Акки-юрт, или Акхи-юрт) и Тарская (Ангушт). Эти станицы были возвращены ингушам в 1920 году, и селение Тарское вернуло своё историческое старое название Ангушт. Выселение казаков было прервано в 1919—1920 годах, во время пребывания на Северном Кавказе армии Деникина. Выселенные казаки основали хутор Новотарский.
С февраля 1919 года по март 1920 года равнинная Ингушетия была занята армией генерала Деникина. В марте 1920 года советская власть в Ингушетии была восстановлена.
В годы Гражданской войны в России ингуши активно поддерживали большевиков, а терские казаки — белогвардейцев. Противостоящий большевикам на Северном Кавказе Деникин писал в своих мемуарах, что именно в Ингушетии было остановлено его продвижение по России.
В 1944 году ингуши и чеченцы подверглись депортации в Казахстан, селение было передано в состав Северо-Осетинской АССР и переименовано в Тарское. Значительную часть новых жителей села составили осетины из Южной Осетии, так же из горных районов Восточной Грузии. В 1957 году ингуши были реабилитированы и в 60-е годы стали возвращаться на Северный Кавказ. В Тарском они стали проживать совместно с осетинами, чаще в левой части села или юго западной окраине без столкновений на национальной почве.
В результате осетино-ингушского конфликта в октябре 1992 года, все ингуши были вынуждены покинуть территорию Северной Осетии. Большая часть тарских ингушей вернулись в свои дома, построена сельская мечеть.

## Население
| 1926  | 1970  | 2002  | 2010  | 2011  | 2012  | 2013  |
| ----- | ----- | ----- | ----- | ----- | ----- | ----- |
| 3201  | ↗3393 | ↗4371 | ↘3845 | ↘3834 | ↘3488 | ↘3294 |
| 2014  | 2015  | 2016  | 2017  | 2018  | 2019  | 2020  |
| ↘3169 | ↘3067 | ↘2865 | ↘2790 | ↘2727 | ↘2608 | ↘2531 |
| 2021  | 2023  | 2024  | 2025  |       |       |       |
| ↗2885 | ↘2843 | ↘2792 | ↘2786 |       |       |       |

Национальный состав
По данным Всероссийской переписи населения 2010 года:
| Народ   | Численность, чел. | Доля от всего населения, % |
| ------- | ----------------- | -------------------------- |
| осетины | 2722              | 70,8 %                     |
| ингуши  | 977               | 25,4 %                     |
| грузины | 86                | 2,2 %                      |
| другие  | 60                | 1,6 %                      |
| всего   | 3845              | 100 %                      |

По данным переписи по Северо-Кавказскому краю 1926 года:
| № | Национальность | Численность, чел. | Доля |
| - | -------------- | ----------------- | ---- |
| 1 | ингуши         | 3169              | 99 % |
| 2 | другие         | 32                | 1 %  |

## Люди, связанные с селом
- Багаев, Вячеслав Владимирович — заслуженный тренер.
- Евкуров Юнус-Бек Баматгиреевич — глава Республики Ингушетия (2008—2019), Герой Российской Федерации.
- Караулов, Михаил Александрович (1878—1917) — атаман Терского казачьего войска, член Государственной думы II и IV созывов от Терской области, глава Временного Терско-Дагестанского правительства. Журналист и краевед, автор нескольких книг по истории терского казачества.
- Кодзоев Исса — известный ингушский писатель, поэт, драматург, педагог, политический и общественный деятель. Автор первого на ингушском языке исторического многотомного романа-эпопеи «Гӏалгӏай» («Ингуши»).